# ГЕС Ханьцзянгушань
ГЕС Hànjiānggūshān (汉江孤山电站) — гідроелектростанція, що спорудужється у північній частині Китаю в провінції Хубей. Знаходячись між ГЕС Байхе (вище по течії) та ГЕС Dānjiāngkǒu, входитиме до складу каскаду на річці Ханьшуй, великій лівій притоці Янцзи.
В межах проекту річку перекриють бетонною гравітаційною греблею висотою 49 метрів та довжиною 640 метрів. Вона утримуватиме водосховище з об’ємом 109 млн м3 та нормальним рівнем поверхні на позначці 177,2 метра НРМ (під час об’єм зможе зростати до 212 млн м3). У складі комплексу облаштують судноплавний шлюз із розмірами камери 120х23 метра.
Інтегрований у греблю машинний зал обладнають чотирима бульбовими турбінами потужністю по 45 МВт, які використовуватимуть напір від 5,5 до 19,2 метра (номінальний напір 13,3 метра) та забезпечуватимуть виробництво 612 млн кВт-год електроенергії на рік. 
Введення станції в експлуатацію заплановане на 2019-2020 роки.